# Neoslawismus
Als Neoslawismus bezeichnet man eine Form des west- und südslawischen Nationalismus im späten 19. und frühen 20. Jahrhundert, dessen Ziel in der Verdichtung der Zusammenarbeit slawischer Akteure und in der Schaffung kleinerer slawischer Einheiten ohne Russland bestand. Er ist im Gegensatz zum Panslawismus zu sehen, der eine allslawische Union mit (bzw. unter der Führung von) Russland anstrebt. In der Forschung wird der Neoslawismus auch als eine Fortsetzung und Erneuerung des Austroslawismus unter tschechischer Führung interpretiert. Die neoslawische Bewegung im engeren Sinne wurde seit 1906 durch die tschechische Freisinnige Nationalpartei (Jungtschechen) als informelle tschechische Außenpolitik und kooperative slawische politische, intellektuelle, kulturelle und wirtschaftliche Zusammenarbeit initiiert und versandete im Zuge der Balkankriege nach 1912.
Zu den Vorhaben, die auf dem neoslawischen Kongress 1908 in Prag beschlossen wurden, gehörten eine gemeinsame slawische Presseagentur, eine am Vorbild Leipzigs orientierte slawische Buchmesse, bi- und mehrnationale slawische Ausstellungen und Kongresse sowie eine Slawische Bank mit Sitz in Prag. In den Jahren bis 1912 kamen weitere neoslawische Kongresse 1909 in Sofia und danach in Russland zustande.

## Vertreter
Führende Neoslawisten waren tschechische Politiker wie Karel Kramář, Alois Rašín, Jaroslav Preiss und Václav Klofáč sowie der Slowene Ivan Hribar. Tomáš Masaryk (1850–1937), der zunächst dem Austroslawismus, dann den Jungtschechen angehangen hatte, stand dem Neoslawismus hinsichtlich einer Westorientierung positiv gegenüber, kritisierte aber die Einbeziehung Russlands und die jungtschechische politische Dominanz. Als „Realist“ forderte er ab 1907 ein Minimalziel und verkündete es 1908 auf dem Slawenkongress in Prag: die Unabhängigkeit Böhmens (Tschechiens) einschließlich der Slowakei. Dafür sei eine zumindest militärische Allianz mit Russland zwar weiterhin denkbar, eine solche mit dem Westen aber wünschenswerter. Daraus entwickelte sich später der Tschechoslowakismus.
Obwohl sich diese prowestliche Bewegung ausdrücklich gegen den russisch-orthodoxen Führungsanspruch richtete (russische Nationalisten waren vom Panslawismus zum Panrussismus abgedriftet), war die Einbeziehung eines sich modernisierenden Russlands gewünscht. So wurde der Neoslawismus bald auch von der russischen Regierung unterstützt. Nach der Niederlage gegen Japan war die Schwäche des Zarismus deutlich geworden, daraufhin hatten aufständische Polen die Russische Revolution 1905 unterstützt. Petersburg gab sich fortan diplomatischer, um andere potentielle slawische Verbündete von einem Ausgleich mit Wien und Berlin abzuhalten.
Der russische Liberaldemokrat Pawel Miljukow (1859–1943) traute, anders als die meisten russischen Panslawisten und Panrussisten, den Westslawen eine eigene Entwicklung und Führungsrolle durchaus zu und bemühten sich, diese im Ersten Weltkrieg gegen Deutschland zu lenken. Miljukow selbst wurde somit nach dem Sturz des Zaren zum wichtigsten späten Vertreter der Neoslawisten. Als Außenminister und Galionsfigur der Provisorischen Regierung Russlands 1917 förderte er deshalb Tschechoslowaken und Jugoslawen ebenso wie er den polnischen Nationalisten Roman Dmowski förderte.

## Balkan
Eine weitere Ausprägung fand der Neoslawismus unter den Südslawen auf dem Balkan. Während Belgrad den Panserbismus förderte, orientierten sich tschechophile kroatische Republikaner (z. B. Stjepan Radić, ein Schüler Masaryks) auf Masaryk und Miljukow, die einem föderalistischen Jugoslawismus den Vorzug gaben. Die Entstehung des serbisch-kroatisch-slowenischen SHS-Staates Jugoslawien kam wesentlich auch durch ihre Vermittlung zustande.
Seit dem Sturz der Provisorischen Regierung durch die Oktoberrevolution verstärkte sich die Tendenz zur Ablehnung der russischen Führungsrolle noch, den Sowjets schlug nun auch der Antikommunismus der Neoslawisten entgegen. Auf dem Balkan zerstörte die Ermordung Radics 1928 zunächst die neoslawistische Vision und führte zum Bruch zwischen Jugoslawien und der Tschechoslowakei. 1939 und 1941 brachen vorläufig sogar beide Staaten an ihren internen Nationalitätenkonflikten, welche von den deutschen Besatzern angeheizt wurden, selbst auseinander, 1991 und 1993 dann endgültig. Auch die 1918, 1942 und 1948 angestrebte neoslawische Einheit zwischen Tschechoslowakei und Polen oder die 1942 und 1946 beschlossene jugoslawisch-bulgarische Balkanföderation gelangen niemals.